# بارا قشلاق السفلي (أنجيرلو)
بارا قشلاق السفلی (بالفارسية: پاراقشلاق سفلی) هي منطقة سكنية تقع في إيران في قسم أنجیرلو الريفي. يقدر عدد سكانها بـ 54 نسمة .